# Sévigny-la-Forêt
Sévigny-la-Forêt é uma comuna francesa na região administrativa de Grande Leste, no departamento das Ardenas. Estende-se por uma área de 26,13 km². Em 2010 a comuna tinha 284 habitantes (densidade: 10,9 hab./km²).